# Erbschaftsteuer in Liechtenstein
Im Fürstentum Liechtenstein wird bei Erwerben von Todes wegen Erbschaftsteuer sowohl als Nachlasssteuer  als auch als Erbanfallsteuer erhoben, bei unentgeltlichen Zuwendungen unter Lebenden  fällt auch eine Schenkungsteuer an.
Ab dem 1. Januar 2011 unterliegen Schenkungen nicht mehr der Schenkungssteuer. Todesfälle mit Rechtkraftsdatum Einantwortungsurkunde ab dem 1. Januar 2011 unterliegen nicht mehr der Nachlass- und Erbanfallsteuer.

## Steuerpflicht
Die Erhebung von Nachlass-, Erbanfall- und Schenkungsteuer ist in den Art. 89 ff. des Gesetzes über die Landes- und Gemeindesteuern (Steuergesetz)  vom 30. Januar 1961 geregelt. Mit der Nachlasssteuer wird unmittelbar der Nachlass versteuert, mit der Erbanfallsteuer bzw. der Schenkungsteuer der Anfall beim Erwerber. Nachlass- und Erbanfallsteuer werden zusammen erhoben. Allen drei Steuerarten unterliegen stets die im Lande gelegenen Grundstücke sowie die Vermögensübergänge infolge von Tod oder Schenkung, bei denen der Erblasser oder Schenker in Liechtenstein seinen Wohnsitz oder Aufenthalt hatte oder hat. Dies gilt auch für sich im Ausland befindendes Vermögen mit Ausnahme der dort gelegenen Grundstücke, Betriebe oder Betriebsstätten. Der Nachlasssteuer unterliegt ein Nachlass auch dann, wenn das amtliche Nachlassverfahren (Verlassenschaftsabhandlung) in Liechtenstein durchgeführt wurde. Unbeschränkt steuerpflichtig ist in Bezug auf die Erbanfall- oder Schenkungsteuer ein Erwerber auch dann, wenn zwar der Erblasser oder Schenker seinen Wohnsitz im Ausland hatte oder hat, der Erwerber selbst jedoch in Liechtenstein wohnt. Führt der Erwerber indessen in diesem Fall den Nachweis, dass er für seinen Erwerb eine ausländische Erbschafts- oder Schenkungsteuer zahlen muss, ist er insoweit von der liechtensteinischen Steuer befreit. Steuerschuldner für alle drei Steuerarten ist der Erwerber, bei der Schenkungsteuer haftet der Schenker solidarisch mit.

## Nachlassvermögen
Der Nachlass wird für alle drei Steuerarten grundsätzlich nach dem Verkehrswert bewertet. Die Bewertung erfolgt durch das Steueramt (Art. 103 Abs. 1, 100 und 44 Steuergesetz).  Nachlassschulden werden, soweit sie sich auf den steuerpflichtigen Nachlass beziehen (wie z. B. nicht bei auf ausländischen Grundstücken lastenden Verbindlichkeiten),  abgezogen, ebenso güterrechtliche Verpflichtungen gegenüber dem überlebenden Ehegatten, die aus Anlass des Todes diesem gegenüber zu erfüllen sind. Zur Sicherung des Steueranspruchs wird innerhalb von acht Tagen nach dem Tod durch eine Abordnung des Gemeinderats der Gemeinde, in der der Erblasser steuerpflichtig war, ein Inventar erstellt, wofür eine Gebühr von 2 ‰ des Wertes des Reinvermögens erhoben wird. Besteht die Gefahr, dass vor der gemeindlichen Inventarisierung Vermögensteile beiseitegeschafft werden, so kann der gesamte Nachlass versiegelt werden (Art. 101 Abs. 3 Steuergesetz).

## Steuerfreistellungen
Von allen drei Steuerarten ist der Landesfürst zusammen mit den Mitgliedern des fürstlichen Hauses  freigestellt  (Art. 93 lit.a und Art. 94 Steuergesetz).  Von der Erbanfall- und Schenkungsteuer, nicht aber von der Nachlasssteuer, sind auch das Land mit allen  Einrichtungen sowie die Gemeinden, soweit die Zuwendungen der Erfüllung gemeindlicher Aufgaben dienen, sowie gemeinnützige Einrichtungen befreit. Ehegatten und Nachkommen sind bis zu 10.000  Franken befreit sowie Gebrauchsgegenstände bis zu einem Wert von 2.000 Franken, wenn sie von Nachkommen, Ehegatten, Eltern, Geschwistern oder Dienstboten, die mit dem Erblasser im selben Haushalt lebten, erworben wurden. Befreit sind auch, unabhängig vom Wert, Kunstgegenstände, Antiquitäten und Sammlungen von künstlerischem Interesse oder mit einem Liebhaberwert, welche seit mindestens zehn Jahren in Familienbesitz sind und an Personen mit inländischem Wohnsitz fallen (Art. 95 Abs. 1 Steuergesetz). Zum Zwecke der Schenkungsteuer werden Zuwendungen, soweit für sie Höchstbeträge vorgesehen sind, binnen zehn Jahren zusammengerechnet (Art. 95 Abs. 2 Steuergesetz).

## Nachlasssteuer
Bei der Nachlasssteuer bilden Ehegatten, Kinder und Eltern des Erblassers allen übrigen Personen gegenüber eine gesonderte Gruppe, die nur jeweils die Hälfte der vorgesehenen Steuersätze zahlen muss. Es gelten dabei die sich aus der nachfolgenden Tabelle ergebenden Sätze, die jeweils innerhalb der Wertgruppe erhoben werden (progressiver Teilmengentarif).
| Steuerpflichtiges Vermögen | Ehegatten, Kinder u. a. | alle anderen |
| -------------------------- | ----------------------- | ------------ |
| bis 200.000 Franken        | 0,5 %                   | 1 %          |
| 200.000 – 600.000 Franken  | 1,0 %                   | 2 %          |
| 600.000 – 1.2 Mio. Franken | 1,5 %                   | 3 %          |
| 1, 2 Mio. – 2 Mio. Franken | 2,0 %                   | 4 %          |
| über 2 Mio. Franken        | 2,5 %                   | 5 %          |

## Erbanfall- und Schenkungsteuer
Bei der Erbanfall- und Schenkungsteuer werden folgende sechs Steuerklassen gebildet:
- Steuerklasse I: Ehegatten, Kinder  (einschliesslich Adoptivkinder), Kindeskinder und Eltern
- Steuerklasse II: Grosseltern und Geschwister
- Steuerklasse III: Schwieger- und Stiefkinder, Neffen und Nichten
- Steuerklasse IV: Onkel und Tanten
- Steuerklasse V: sonstige Blutsverwandte und Verschwägerte bis zum zweiten Grad
- Steuerklasse VI: alle übrigen Personen

Nichteheliche Kinder stehen im Verhältnis zur Mutter den ehelichen Kindern gleich, im Verhältnis zum Vater nur, wenn die Vaterschaft vom Vater anerkannt oder durch Gericht festgestellt wurde (Art. 97 Abs. 2 Steuergesetz).
Gemäß Art. 97 Steuergesetz gilt für jede Gruppe ein an sich linearer Tarif, der aber gem.  Art. 98 Steuergesetz  um progressiv steigende Zuschläge (ansteigend von 1/10 um jeweils 1/10 bis zu 5/10) ab einem Wert von 20.000 Franken erhöht wird. Der lineare Satz erhöht sich zudem um 50 %, soweit innerhalb der nach den Verwandtschaftsgraden gebildeten Steuergruppen I bis V  ein Erwerber kraft testamentarischer Verfügung als Übererbe mehr erhält als ihm nach der gesetzlichen Erbfolge zustehen würde (Art. 97 Abs. 3 Steuergesetz). Die Steuersätze werden auch hier jeweils innerhalb der jeweiligen Wertgruppe erhoben und die sich ergebenden Steuerbeträge addiert (progressiver Teilmengentarif), wie sie sich aus der nachfolgenden Tabelle ergeben.
| Steuerpflichtiges Vermögen | Klasse I / Übererbe | Klasse II / Übererbe | Klasse III / Übererbe | Klasse IV / Übererbe | Klasse V / Übererbe | Klasse VI |
| -------------------------- | ------------------- | -------------------- | --------------------- | -------------------- | ------------------- | --------- |
| bis 20.000 Franken         | 0,50 % / 0,75 %     | 2,0 % / 3,0 %        | 5,0 % / 07,50 %       | 09,0 % / 13,50 %     | 12,0 % / 18,0 %     | 18,0 %    |
| 040.000 – 070.000 Franken  | 0,55 % / 0,83 %     | 2,2 % / 3,3 %        | 5,5 % / 08,25 %       | 09,9 % / 14,85 %     | 13,2 % / 19,8 %     | 19,8 %    |
| 070.000 – 170.000 Franken  | 0,60 % / 0,90 %     | 2,4 % / 3,6 %        | 6,0 % / 09,00 %       | 10,8 % / 16,20 %     | 14,4 % / 21,6 %     | 21,6 %    |
| 170.000 – 370.000 Franken  | 0,65 % / 0,98 %     | 2,6 % / 3,9 %        | 6,5 % / 09,75 %       | 11,7 % / 17,55 %     | 15,6 % / 23,4 %     | 23,4 %    |
| 370.000 – 770.000 Franken  | 0,70 % / 1,05 %     | 2,8 % / 4,2 %        | 7,0 % / 10,50 %       | 12,6 % / 18,90 %     | 16,8 % / 25,2 %     | 25,2 %    |
| über 770.000 Franken       | 0,75 % / 3,00 %     | 3,0 % / 4,5 %        | 7,5 % / 11,25 %       | 31,5 % / 20,25 %     | 18,0 % / 27,0 %     | 27,0 %    |

## Wiederholter Erbanfall
Vererbt ein Erblasser seinen Kindern Vermögen, das er innerhalb von fünf Jahren vor seinem Tod selbst erst geerbt hat oder ihm geschenkt worden ist, so kann die vom Erblasser dabei gezahlte Steuer zur Hälfte auf die von den Kindern nunmehr zu entrichtende Steuer angerechnet werden. Ist der dazwischen liegende Zeitraum länger, jedoch nicht mehr als zehn Jahre, so kann die vom Erblasser gezahlte Steuer mit einem Viertel angerechnet werden (Art. 99 Steuergesetz).

## Verfahren
Der Erbfall oder die Schenkung ist von dem Erwerber innerhalb von 14 Tagen bei der Steuerverwaltung anzuzeigen. Die Steuer ist vor der Verteilung des Nachlasses zu entrichten, wird vorher verteilt, dann haften alle Erben, begrenzt auf ihr Erbteil, für die Steuer solidarisch (Art. 91 Abs. 2 Steuergesetz).

## Doppelbesteuerung und internationales Erbschaftsteuerrecht
Doppelbesteuerungsabkommen hat Liechtenstein bislang nur mit der Schweiz, Österreich und 2009 mit Luxemburg abgeschlossen, wovon allein das mit Österreich bestehende Abkommen auch die Erbschaftsteuer mit einbezieht. Ansonsten vermeidet Liechtenstein eine Doppelbesteuerung dadurch, dass es einerseits im Ausland gelegene Grundstücke und Betriebsstätten von vorneherein  nicht besteuert und andererseits bei nicht in Liechtenstein ansässig gewesenen Erblassern oder ansässigen Schenkern den Erwerb durch inländische Personen von der Steuer freistellt, wenn diese eine Besteuerung im Ausland nachweisen (Art. 90 Abs. 4 Steuergesetz).